# Зимний виндсёрфинг

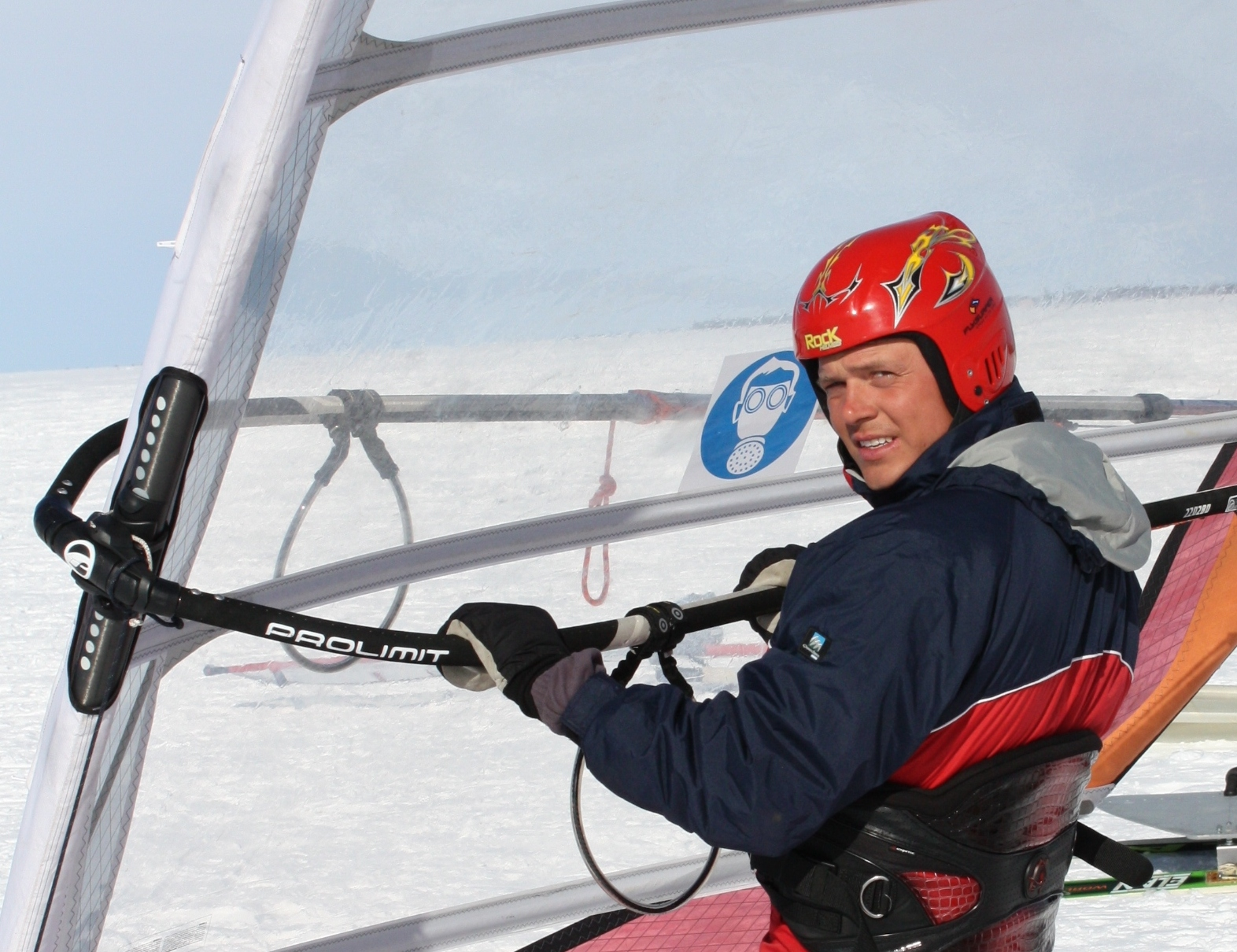
Чемпион мира и Европы по зимнему виндсёрфингу (2011) Андрей Харьговский

Зимний виндсёрфинг — вид спорта с использованием паруса и специального снаряда скольжения, обычно в виде коньковой платформы небольшого размера (1,2—2,0 м) или лыжи с небольшой платформой. Для свободного катания применяются разнообразнейшие конструкции на основе двух, трех и более лыж, сноуборда, коньков, полозьев и т. п. Характерной чертой, однако, является не снаряд скольжения, а парус, унаследованный от водного виндсерфинга: на мачте размером от 2 до 5 метров, с двойной поперечиной-гиком, соединенный со снарядом скольжения посредством гибкого шарнира. Управление осуществляется, аналогично водному виндсерфингу, наклоном паруса и рулением ногами (при достаточной для этого скорости).
Зимним виндсерфингом занимаются на ровном чистом льду (айсборд), на любом льду и на плотном снегу (парусные лыжи разных видов), на рыхлом снегу (сноуфер и многолыжные конструкции). Подобно летнему виндсерфингу, возможно катание «по волнам» — по снежным буграм и невысоким горам.
В зимнем виндсерфинге достигаются более высокие скорости, чем в летнем. Он является отдельным видом спорта. Развит в России, Канаде, Финляндии, странах Прибалтики. Проводятся чемпионаты России, Европы и мира.

## Материальная часть и её конструкция
- Айсборд - доска на коньках по льду.

- Универсальная доска для зимнего виндсёрфинга для глубокого снега, снежного наста, мокрого рыхлого снега и льда

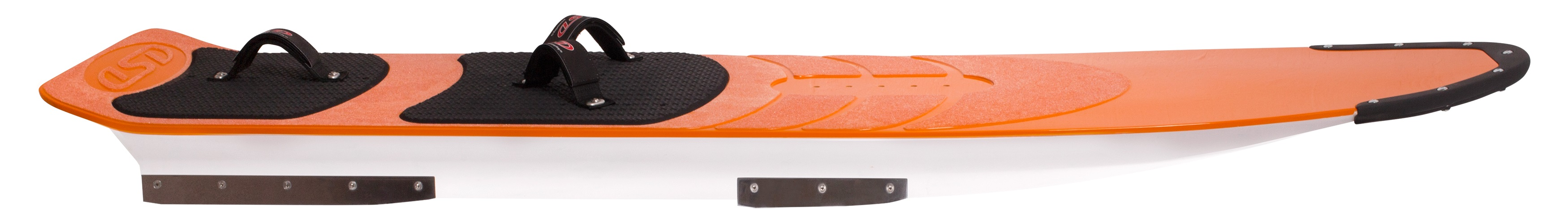
Универсальная доска для зимнего виндсёрфинга

- Монолыжа - лыжная доска по снегу.

## Основные виды соревнований
- Классные гонки
- Гонки на установление рекордов скорости
- Марафонские гонки
- Скоростные гонки